# Словацкий национальный театр
Словацкий национальный театр (словац. Slovenské národné divadlo) — театр в Братиславе, самый старый и профессиональный театр страны. Расположен в двух зданиях — историческом здании театра, построенном в 1884—1886 годах бюро Фельнер & Хельмер на площади Гвездослава, а также в современном здании, сооружённом в 2007 году на краю центра города вблизи берега Дуная.

## История

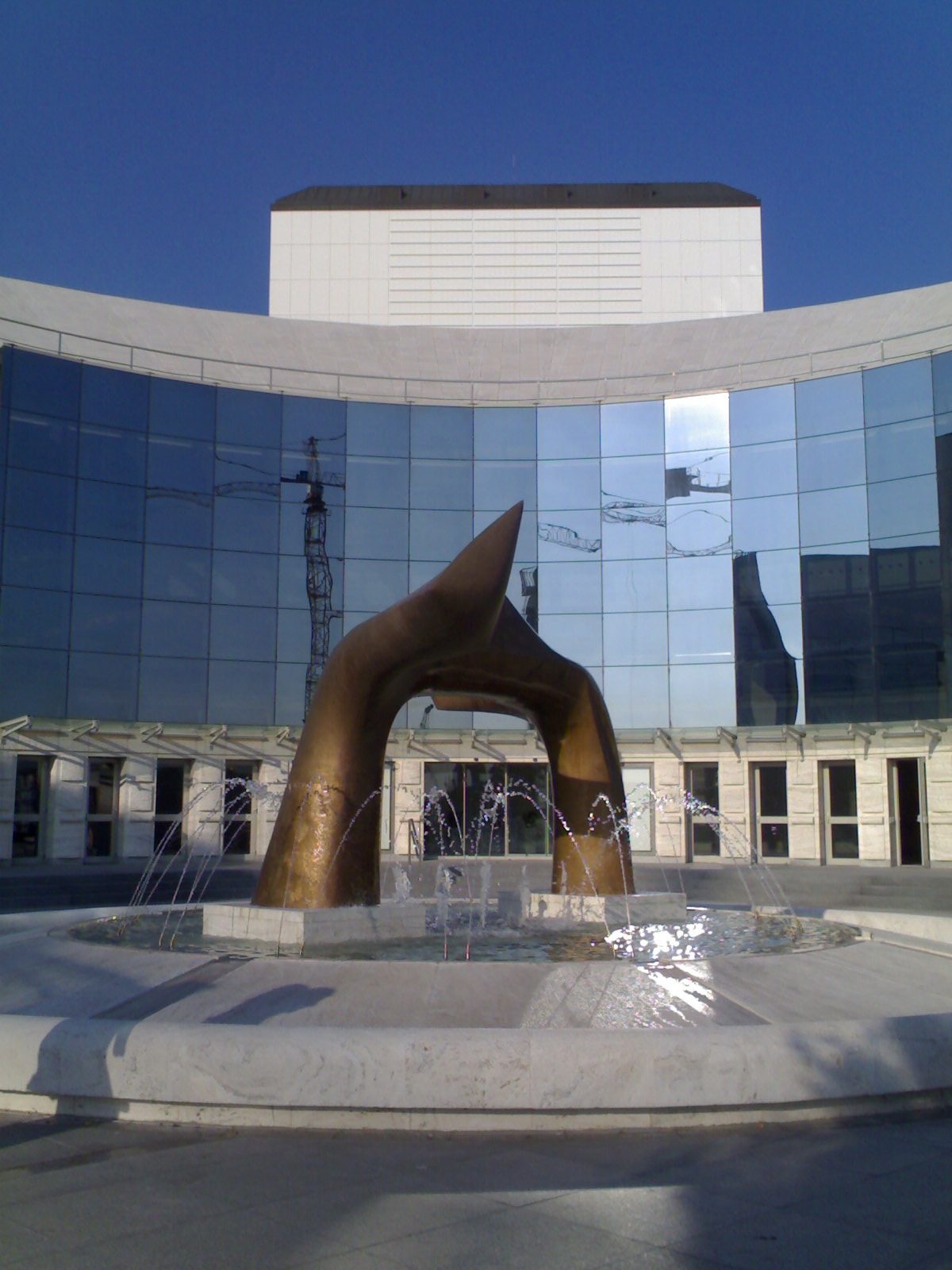
Современное здание, открытое в 2007 году

Словацкий национальный театр объединяет драматический театр, оперу и балет. Был основан в 1920 году Я. Бородачем, О. Орсаковой-Бородачевой и А. Багар после объявления независимости Чехословакии. Первой постановкой, которая была показана 1 марта 1920, стала опера «Поцелуй» Бедржиха Сметаны.
В первые годы существования театром управляли чешские артисты, труппа театра играла на чешском языке лишь чешские оперы «Проданная невеста», «Её падчерица» и др. Однако, 28 апреля 1926 года состоялась премьера первой словацкой оперы «Кузнец Виланд».
Начиная с 1930-х, руководство всё более перенимали словаки.
До 1936 года в театре выступали две труппы — чешская и словацкая. Ставились драматические, оперные и балетные спектакли.
До 1945 года в театре проводились и концерты. Между 1923 и 1930 годом здесь часто выступал Оскар Недбал.
После освобождения Чехословакии от фашистской оккупации в первый же сезон был поставлен спектакль-поэма по произведениям Д. Бедного, М. Светлова, В. Маяковского и других советских поэтов. В репертуаре театра под влиянием новой политической обстановки появляются пьесы: «Кремлёвские куранты» (1947), «Враги» (1950), «Любовь Яровая» (1952), «Семья» (1951). В 1949 году была поставлена словацкая опера «Крутнява», обошедшая многие зарубежные сцены.
Театр имел две сценические площадки — в здании, построенном в 1886 году, и в помещении 1955 года.
14 апреля 2007 года было открыто новое здание театра, одновременно были закрыты два старых.